# Contos Velhos, Rumos Novos
Contos Velhos, Rumos Novos é um álbum da autoria de José Afonso, editado em 1969.

## Descrição do álbum
A transformação na música de José Afonso começa neste álbum, com a paleta tímbrica a alongar-se para lá da viola de Rui Pato, a ousar para o futuro com arranjos novos. E as palavras de uma honesta e sentida resistência também ficam mais claras: "Era de Noite e Levaram" refere as perseguições da polícia política e "Já o Tempo se Habitua", do próprio José Afonso, fala do desalento de quem procura a liberdade.

## Alinhamento
1. Bailia
2. Oh! Que Calma Vai Caindo
3. S. Macaio
4. Qualquer Dia
5. Vai, Maria Vai
6. Deus Te Salve, Rosa
7. Lá Vai Jeremias
8. No Vale de Fuenteovejuna
9. Era de Noite e Levaram
10. Já o Tempo se Habitua
11. A Cidade[2]